# دوسولپین
دوسولپین (به انگلیسی: Dosulepin) یا دوتیپین (به انگلیسی: dothiepin) یکی از داروهای ضدافسردگی‌های سه حلقه‌ای است. این دارو تحت نام‌های تجاری پروتیادن، دوتپ، تادن و دوپرس فروخته می‌شود. دوسولپین با جلوگیری از بازجذب سروتونین و نوراپی‌نفرین در مغز، سبب افزایش سطح آن‌ها می‌شود. این دارو در درمان افسردگی و دردهای نوروپاتیک مصرف میشود.